# Dolichopeza (Dolichopeza) brevifurca
Dolichopeza (Dolichopeza) brevifurca is een tweevleugelige uit de familie langpootmuggen (Tipulidae). De soort komt voor in het Australaziatisch gebied.